# Ли Чжун Гиль
Ли Чжун Гиль (кор. 이 준길; род. 18 сентября 1985, Канвондо) — корейский лыжник, участник Олимпийских игр в Ванкувере.

## Карьера
В Кубке мира Ли Чжун Гиль дебютировал в 2008 году, с тех пор в личных гонках не поднимался выше 81-го места и кубковых очков не завоёвывал.
На Олимпиаде 2010 года в Ванкувере занял 79-е место в гонке на 15 км свободным стилем.
За свою карьеру принимал участие в одном чемпионате мира, на чемпионате 2009 года в Либереце стал 80-м в спринте свободным стилем.
Использовал лыжи производства фирмы Fischer.